# مدرسة القوات البحرية اللبنانية
مدرسة القوات البحرية اللبنانية تعد مدرسة القوات البحرية جزءاً من البحرية اللبنانية، وتقع في قاعدة جونيه البحرية  في  قضاء كسروان. وتعنى المدرسة بالتعليم الأساسي لطلابها من الضباط وضباط الصف في مجالات الدراسات البحرية والعسكرية والعلمية والثقافية.

## الخلفية التاريخية
تأسست المدرسة في عام 1972، وتشمل رسالتها تنظيم المكاتب التعليمية العديدة المعنية بالخبرة البحرية. ومنذ بدايات التسعينات من القرن الماضي، تطورت وازدادت برامج المدرسة، حيث أصبحت تشمل العديد من الدورات التدريبية مثل دورة الإنقاذ البحرية والدورات التدريبية لضباط البحرية ودورات الغوص والكتابة بالشيفرات، بالإضافة إلى دورة  بالملاحة البحرية واللغات والرادار.
قبل العام 2003، اعتاد جميع طلاب البحرية أخذ مثل هذه الدورات في الخارج. ولكن المدرسة منذ ذلك الحين بدأت باستقبال الطلاب في دوراتها المحلية، ومع ذلك، فإن بعض الطلاب يتم إرسالهم إلى الخارج من أجل المزيد من التعلم.

## التنظيم والهيكلية
تتبع المدرسة التنظيم التالي:
1- قيادة الأكاديمية.
2- مجموعة الطلبة الضباط.
3- مجموعة الطلبة من ضباط الصف.
4- مجموعة الدورات التدريبية الخاصة والمكاتب الدراسية.
5- سرية القيادة والخدمات.

## نظام المدرسة
يلتحق الطلبة المتطوعون من ضباط البحرية بالأكاديمية العسكرية لمدة سنة واحدة يتعلمون خلالها العلوم العسكرية المختلفة، ثم يعودون لاحقًا إلى المدرسة البحرية لدراسة تخصص بحري لمدة عامين. وبعد ذلك، يتخرج الطلاب من الأكاديمية العسكرية.
وبالنسبة للنظام المتبع مع ضباط الصف فهو شبيه به، حيث يلتحقون بمعهد التعليم لمدة عام واحد ثم ينتقلون إلى الأكاديمية البحرية لمدة عامين من أجل دراسة تخصص بحري. ويتم تقسيم الطلاب إلى تخصصات مختلفة بعد السنة الأولى كالتالي:
·         فني مناورة بحري.
·         فني ميكانيكي بحري.
·         فني كهرباء بحري.

## القبول في المدرسة
تقبل الأكاديمية 10 طلاب فقط في كل سنة نظرًا لسعة المدرسة التي تبلغ 150 طالبًا. وفي عام 2007، تخرج من المدرسة 21 ضابطًا و 10 ضباط صف.

### المتطلبات
يتبع القبول في المدرسة معايير القبول نفسها في الأكاديمية العسكرية ومعهد التعليم، حيث يتعين على الطالب دراسى السنة الأولى في تلك الأكاديميات وفقًا لرتبهم.

## مواد التدريب
تشمل المواد التدريبية الملاحة والمناورة والمراقبة الجوية وعلم المحيطات والإشارات البحرية، بالإضافة إلى التدريب الملاحي الطويل الذي يمتد إلى لمدة 10 أيام خارج المياه الإقليمية اللبنانية. ويتعلم الطلاب أيضًا البروتوكول البحري المعتمد محليًا ودوليًا، مع القوانين البحرية واتخاذ الاحتياطات الأمنية في البحر.
بالإضافة إلى ذلك، تشمل بعض الدورات الرئيسية التي يدرسها الطلاب الرياضيات والكمبيوتر والميكانيكا والهندسة. بينما يتدرب طلاب السنة الثالثة على السفن البحرية لمدة شهر واحد.
أما بالنسبة لضباط الصف، يتم التركيز بشكل أكبر على المواد العلمية والتقنية، بالإضافة إلى العلوم العسكرية والعلوم الصحية والقانون الدولي والقانون الإنساني الدولي والمعرفة العامة إلى جانب اللغة الفرنسية والإنجليزية.

## وحدات التدريب
بالإضافة إلى التعليم الأساسي، تقدم الأكاديمية البحرية التدريب المهني لضباطها وضباط الصف والجنود عبر وحدات التدريب. وبعد الانتهاء بنجاح من هذه الوحدات، تصدر الأكاديمية شهادات الكفاءة. وفيما يلي قائمة بالشهادات التي تمنحها المدرسة للأفراد المجندين.
| الشهادة            | الشهادة المدنية/التصديق |
| ------------------ | --- |
| رئيس ربع ملاح      | ضابط مسؤول عن مراقبة الملاحة للسفن التي تقل عن 500 جي تي/ المعرفة بالسفن التي أقل من 500 جي تي إذا كان قد أمضى أكثر من سنة واحدة في الخدمة البحرية |
| بحري تقني مناور    | القدرة على قيادة السفينة |
| بحري تقني ميكانيكي | التعامل مع المحركات البحرية |
| بحري تقني كهربائي  | فني كهربائي بقدرات بحرية |
| بحري تقني غطس      | غواص محترف من فئة 1B |
| مدرب غطس 40 متر    | مدرب غطس 40 متر |

## المدرسون
المدرسون في الأكاديمية هم من ضباط البحرية بشكل أساسي وفقًا لتخصصاتهم، بالإضافة إلى ضباط القوات البرية في الموضوعات المتعلقة بالمشاة والمدفعية والدروع. وعندما يتعلق الأمر بالمواضيع ذات الصلة بالثقافة والعلوم العامة، يقوم محاضرون من حملة الدكتوراة من الجامعة اللبنانية والمعارين من قبل الأكاديمية العسكرية بتدريس هذه المواد. ويعد مدرسي المركز الثقافي الفرنسي مسؤولين عن تدريس دورات اللغة الفرنسية.
كما أن الأكاديمية تستضيف في بعض الأحيان ورش عمل خاصة تحضرها فرق أجنبية، وعادة ما يحضر هذه الورش ضباط البحرية والجنود، بالإضافة إلى أفراد من وحدة مغاوير البحر.